# ラブミーギミー
『ラブミーギミー』は、Tiaの楽曲で、1枚目のシングル。ryo (supercell) がプロデュースを手掛けている。シングルは2012年12月19日にアニプレックスから発売された。

## 概要
表題曲「ラブミーギミー」は、テレビアニメ『うーさーのその日暮らし』のエンディングテーマとして起用された。また、Tia自身も同アニメで声優に初挑戦している。
楽曲制作にあたるイメージについてryoは、「高校生の女子が、気になっている男子に目をつぶらせた後に、その顔をみてTwitterにつぶやくイメージ」と語っている。
発売形態は、初回生産限定盤 (SVWC-7917) と通常盤 (SVWC-7919) の2種類で、前者には、『うーさーのその日暮らし』のワイドキャップステッカーが付属しており、DVDには『うーさーのその日暮らし』の第1話から第3話とノンクレジットのエンディング映像が収録されている。

## シングル収録曲
（全編曲：ryo (supercell)）
1. ラブミーギミー [4:40]
作詞・作曲：ryo (supercell)
  - テレビアニメ『うーさーのその日暮らし』エンディングテーマ
2. Palette [4:07]
作詞・作曲：Tia
3. ラブミーギミー -Instrumental-
4. Palette -Instrumental-

DVD（初回生産限定盤のみ）
1. 『うーさーのその日暮らし』1〜3話
2. ノンクレジットED